# 小齿大眼脂鲤
小齿大眼脂鲤（学名：Tetragonopterus denticulatus）為輻鰭魚綱脂鯉目脂鯉亞目脂鯉科大眼脂鯉屬的其中一個種。其种加词“Denticulatus”意为“具细齿的”。